# Арайлинський сільський округ
Арайли́нський сільський округ (каз. Арайлы ауылдық округі, рос. Арайлинский сельский округ) — адміністративна одиниця у складі Цілиноградського району Акмолинської області Казахстану. Адміністративний центр — село Арайли.
Населення — 3909 сіб (2021; 4049 у 2009, 3186 у 1999, 3951 у 1989).
Станом на 1989 рік існували Максимовська сільська рада (села Максимовка, Семеновка, Танкеріс, селище Фарфоровий) та Косчекинська сільська рада (село Косчеку, селища Жайнак, Роз'їзд 93, Роз'їзд 96, Тастак). 1993 року село Семеновка відійшло до складу Новоішимського сільського округу, селища Роз'їзд 93 та Тастак — до складу Луговського сільського округу, селище Роз'їзд 96 — до складу Коктальського сільського округу. До 2018 року округ називався Максимовським.

## Склад
До складу округу входять такі населені пункти:
| Населений пункт           | Населення, осіб (1989) | Населення, осіб (1999) | Населення, осіб (2009) | Населення, осіб (2021) |
| ------------------------- | ---------------------- | ---------------------- | ---------------------- | ---------------------- |
| Арайли, село              | 1493                   | 1380                   | 1792                   | 2180                   |
| Жайнак, село              | 80                     | 105                    | 140                    | 78                     |
| Интимак, село             | 1216                   | 488                    | 741                    | 816                    |
| Косшоки, станційне селище | 413                    | 472                    | 421                    | 239                    |
| Тонкеріс, село            | 749                    | 741                    | 955                    | 596                    |